# Puto brunnitarsis
Puto brunnitarsis är en insektsart som först beskrevs av Victor Antoine Signoret 1875.  Puto brunnitarsis ingår i släktet Puto och familjen ullsköldlöss.
Artens utbredningsområde är Frankrike. Inga underarter finns listade i Catalogue of Life.